# La Tina
La Tina és una muntanya de 849 metres que es troba al municipi de la Quar, a la comarca catalana del Berguedà.